# George W. Collins
Pour les articles homonymes, voir Collins.
George W. Collins, né le 18 juillet 1937, est un astronome américain.

## Biographie
Il a fait la majeure partie de sa carrière à l'Université Case Western Reserve et à l'Université de l'État de l'Ohio. Il est spécialiste des étoiles Be et des effets dus à la rotation des étoiles. Il a également travaillé sur les propriétés de la binaire X atypique SS 433. Plus récemment, il a publié un article polémique proposant une réinterprétation radicalement nouvelle de divers documents européens prouvant selon lui que divers observateurs européens avaient bien avant les astronomes chinois observé la supernova historique SN 1054, interprétation reprise dans diverses revues scientifiques grand public mais pas par les historiens de l'astronomie.
Auteur de quatre ouvrages scientifiques portant sur la physique, l'astrophysique et l'analyse de données, il a décidé en 2003 de mettre une édition en ligne, remaniée et gratuite, de ceux-ci (voir section suivante).